# محمد المعتز بالله
أمِيرُ اَلْمُؤْمِنِين وَخَلِيفَةُ المُسْلِمِين أبُو عَبدِ الله مُحَمَّد المُعْتَز بن جَعفَر المُتَوكِّل بن مُحَمَّد المُعْتَصِم بن هارُون الرَّشيد بن مُحَمَّد المِهْديّ اَلْعَبَّاسِي اَلْهَاشِمِيِّ اَلْقُرَشِيِّ (232- 255 هـ/847-869م) المعرُوف اختصارًا باسم المُعْتَز أو المُعْتَز بالله، هو الخليفة الثَّالِث عَشر من خُلفاء بَني العبَّاس، بويع بالخلافة بعد خلع عمه المستعين بالله في 4 محرم سنة 252 هـ. ولم يزل والياً إلى أن خلع نفسه في 27 رجب سنة 255 هـ. كان عمره يوم ولي الخلافة عشرون عاماً، كان بديع الحسن.

## حربه مع ابن عمه المستعين وتوليه الخلافة
عقب وفاة المنتصر بالله اجتمع الأتراك بزعامة قائدهم «بغا»، وقرروا عدم تولية أحد من أولاد المتوكل الخلافة، خوفًا من انتقامه منهم، وبايعوا أحمد بن محمد بن المعتصم الملقب بالمستعين بالله.
ولم يمضِ وقت كبير حتى دب الخلاف بين زعماء الأتراك على النفوذ، فلم يرضَ القائدان العسكريان التركيان «وصيف» و«بغا» باستئثار التركي «أتامش» بالسلطة والنفوذ، فدبرا له مؤامرة ونجحا في قتله عام 249هـ/ 863م. وحتى ينفردان بالسلطة من دون بقية الزعماء الأتراك اتفقا على قتل قائد عسكري آخر كان ذا نفوذ هو «باغر»، في الوقت الذي كان فيه هو الآخر يدبر لقتل «بغا» و«وصيف» والخليفة المستعين بالله.
وحالف الحظ «وصيف» و«بغا» ونجحا في قتل «باغر»، فهاج أصحابه هياجًا شديدًا وهددوا بالانتقام من قتله، فلم يكن من مجال أمام «بغا» و«وصيف» إلا أن صحبا المستعين بالله، وفروا من سامراء عاصمة الخلافة آنذاك وحيث كان يقيم، إلى بغداد عام 251هـ/ 865م، وأنزلا الخليفة بدار محمد بن عبد الله بن طاهر صاحب شرطة بغداد.
ويروي «العيدروس» أن فريقًا من الأتراك أصحاب «باغر» لحقوا بالخليفة إلى بغداد واعتذروا له عما بدر منهم، وطلبوا منه العودة إلى سامراء، فامتنع المستعين عن تلبية رغبتهم، فانصرفوا غاضبين، وأجمعوا على مبايعة ابن عمه المعتز بالله المتوكل، الذي كان محبوسًا مع أخيه المؤيد، فأخرجوهما وبايعوا المعتز بالخلافة، وجعلوا لأخيه ولاية العهد.
وبانقسام زعماء الأتراك انقسمت الدولة العباسية بين سامراء وبها المعتز الذي ولاه الأتراك أصحاب «باغر» بدلًا من المستعين، وبغداد وفيها المستعين ويشد أزره «بغا» و«وصيف» ومن معهما، ثم كانت الحرب بين الطرفين عام 251هـ/ 865م.
ويذكر أحمد بن محمد بن يعقوب بن مسكويه في كتابه «تجارب الأمم وتعاقب الهمم» أن المستعين أمر محمد بن عبد الله بتحصين بغداد، فأدار حولها سورين، ورتب على كل باب قائدًا وجماعة من أصحابه وغير أصحابه، وأمر بحفر الخنادق حول السورين، وإقامة مظلات يأوي إليها الفرسان في الحر والمطر، وبلغت نفقة كل هذه التجهيزات ثلاثمائة ألف دينار وثلاثين ألف دينار.
وجعل ابن عبد الله على أحد أبواب السور، وهو باب الشماسية، خمس شداخات (موانع) بعرض الطريق، فيها عوارض وألواح ومسامير طويلة ظاهرة، وعلى باب آخر خمسة مجانيق كبارًا، وفيها واحد سمَّوه «الغضبان»، وست عرادات (آلة عسكرية يرمى بها الحجارة والمنجنيق). كما جعل لكل باب من أبوابها دهليزًا عليها سقائف تسع مائة فارس ومائة راجل، ولكل منجنيق وعرَّادة رجالًا مرتبين يمدون حباله، وراميًا يرمي إذا كان هناك قتال. ورغم هذه التجهيزات انتهت الحرب بخلع المستعين وقتله وتولية المعتز سنة 252هـ / 866م.
وخلال فترة الحرب بين المستعين والمعتز لعبت معطيات سياسية وعسكرية أدوارًا في إدارة الصراع بينهما. يذكر شادن محمد الوحش في دراسته «محاولات خروج الخلفاء العباسيين من العاصمة بغداد لاختيار عواصم أخرى، وأثر ذلك على قوة الدولة من 132هـ / 749م إلى 334هـ / 945م»، أن وصول الضرائب والأموال إلى العاصمة يعد مظهرًا من مظاهر السيادة، لذا كانت أهم خطوة في حرب المستعين والمعتز هي حصول كل طرف على هذه الأموال وقطعها عن الطرف الآخر.
فقد كتب المستعين إلى عمال الخراج بكل بلدة وموضع أن يوجهوا ما يحملون من الأموال إلى السلطان ببغداد، ولا يحملون إلى سامراء شيئًا منها، لأن من كانت تُحمل إليه الأموال والضرائب يقوى مركزه كخليفة خاصة في فترة الفتن، أو في حال وجود خليفتين للمسلمين، كما هو الحال زمن الخليفتين المستعين والمعتز.
لكن الحال تغير عندما خسر المستعين المعركة وانتصر المعتز واستقرت البيعة له، إذ دان أهل بغداد وقُدمت الأموال له من كل جانب، بحسب «الوحش».
ومنذ بداية هذه الأحداث حتى نهايتها كان لعواصم الخلافة موقف من هذه الحالة التي سيطر عليها ضعف الدولة العباسية، فعند قتل المتوكل ومن بعده المنتصر حدثت في بغداد فتنة سنة 249هـ / 863م، حيث كره العامة جماعة الأمراء الذين تغلبوا على أمر الخلافة وقتلوا المتوكل، كما استضعفوا المنتصر والمستعين بعده.
وبحسب «الوحش»، كان هناك موقف سياسي لسكان العاصمة مما حصل لخلفائهم ومحاولة تأثيرهم في مجرى الأحداث، وهو الأمر الذي دفع أهل سامراء إلى تقليد أهل بغداد، كما كان لأهل سامراء الموقف نفسه، فقد نهض أهلها إلى السجن وأخرجوا من فيه أيضًا كما فعل أهل بغداد.
وكان وجود عاصمتين للخلافة في ذلك الوقت مثارًا لمزيد من الفتنة، فعندما اتجه الخليفة المستعين عبر حراقة (سفينة حربية) من سامراء إلى بغداد اضطربت الأمور بسبب خروجه إليها، وفي هذه السنة وقعت فتنة شنعاء بين جند بغداد وجند سامراء على بيعة المعتز، فدعا أهل سامراء إلى بيعة المعتز، واستقر أمر أهل بغداد على المستعين.
وترتب على مبايعة أهل سامراء للمعتز استحواذه على حواصل بيت المال بها، فإذا بها خمسمائة ألف دينار، وفي خزانة أم المستعين ألف ألف دينار، وفي حواصل العباس ابن المستعين ستمائة ألف دينار، وفي الوقت نفسه أمر المستعين محمد بن طاهر أن يحصن بغداد ويعمل على إقامة سورين وخندق، ومن ثم كشفت هذه الفتنة وجه الدولة وأموالها حيث اقتسم الناس الخلفاء والعواصم فيما بينهم.
ويذكر محمود شاكر في الجزء الثاني من كتابه «الدولة العباسية» أن المعتز أرسل أخاه المؤيد لقتال المستعين، وجرى القتال بين أهل بغداد بإمرة محمد بن عبد الله بن طاهر بن الحسين، وأهل سامراء بإمرة المؤيد، وطالت الحرب حتى أقنع محمد بن عبد الله الخليفة المستعين بأن يخلع نفسه ويملي شروطه، فوافق المستعين واستسلم في الرابع من محرم سنة 252هـ / 866م، وكتب شروطه وبايع للمعتز، وبايعت بغداد أيضًا.
وطلب المستعين أن ينتقل إلى مكة ويستقر بها، فلم يوافق المعتز وأنصاره على ذلك، فطلب الانتقال إلى البصرة، وقوبل ذلك بالرفض أيضًا، فانتقل بعدها إلى واسط، وبعد تسعة أشهر أرسل إليه المعتز من قتله، وكان ذلك سنة 252هـ / 866م.
بويع المعتز بالخلافة بعد خلع ابن عمه المستعين، وكان عمره عشرون سنة، ولم يلِ الخلافة قبله أحد أصغر منه، وكانت مدة خلافته ثلاث سنوات وستة أشهر وثلاثة وعشرين يومًاً.

## مقتله
بعد بدء عهد المعتز جعل أخاه المؤيد ولي عهده ثم عزله وسجنه وقتله(1). وبدأ المعتز يفرق القادة الأتراك عنه فأزعج هذا التصرف الأتراك وبدئوا يحاسبوه علي أخطائه ويتربصوا به ويستدونه بأموال لهم عنده (أو تمرد الأتراك على قائدهم ابن وصيف وطلبوا الأموال من المعتز)، فبعث إلى أمه «قبيحة» زوجة المتوكل ليسألها بعض المال ولكنها علمت بنيه الأتراك في الخلاص من ابنها وعلمت بنهايته سواء أرسلت المال أم لا (وفي رواية أخرى لم تعطه بُخلاً منها)، مع عدم دفع المال للأتراك أخدوه في الصحراء وآذوه كثيرا حتى تنازل عن الخلافة لابن عمه المهتدي بن الواثق ثم قطعوا رأسه في 27 رجب سنة 255 للهجرة وهو أول خليفة مات عطشاً. وتوفي وعمره ثلاث وعشرون سنة.

## قالوا عنه
قال علي بن حرب: «ما رأيت خلفة احسن منه، وهو أول من احدث أي أوجد الركوب بحلية الذهب وكان الخلفاء يركبون بالحلية الخفيفة الفضة».

## الهوامش
- 1: جلد أخيه المؤيد وخلعه من ولاية العهد فمات من الجلد.